# Rajzás

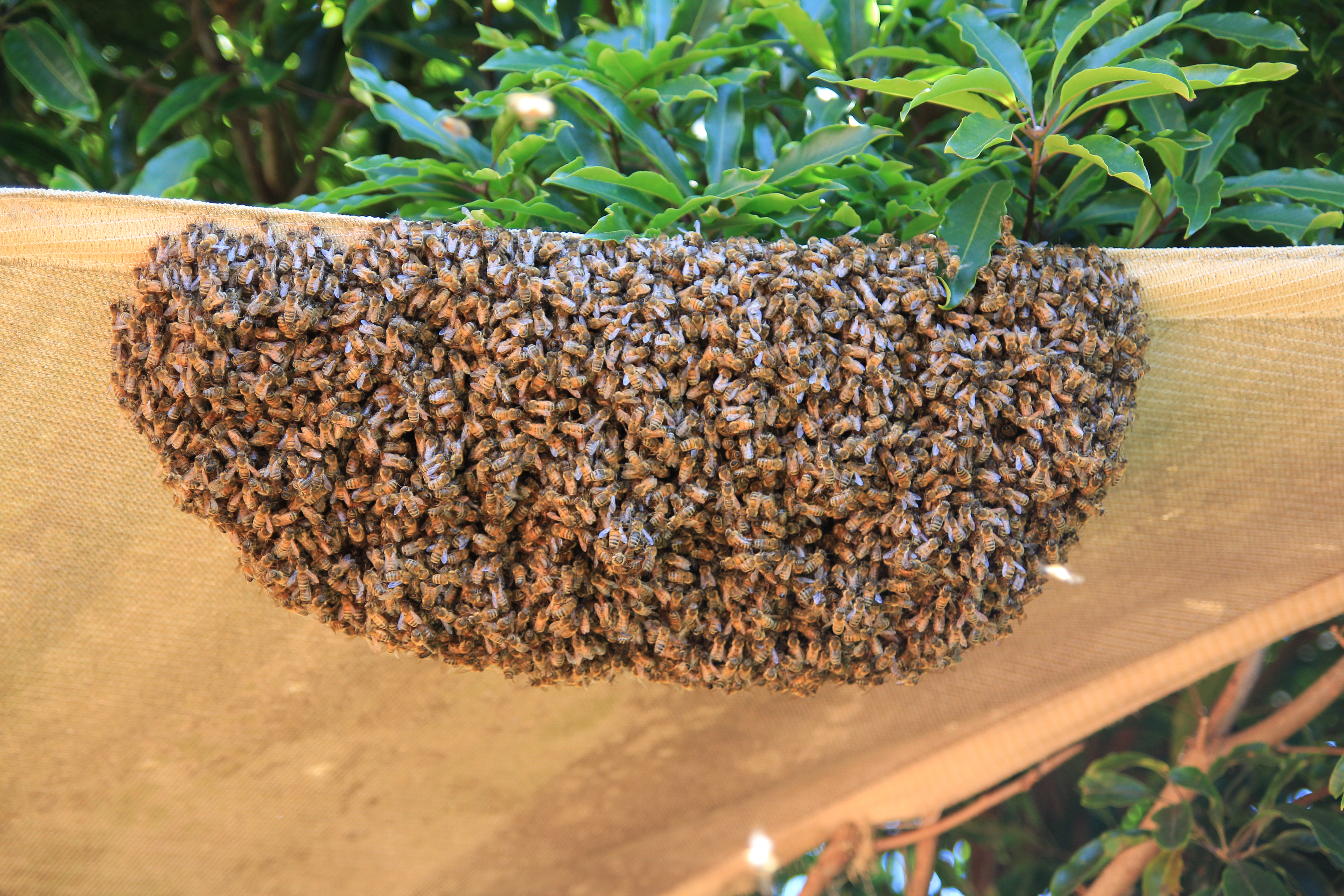
Méhraj Melbourne-ben, Ausztráliában

A rajzás a méhcsaládok szaporodásának folyamata. Eredményeképpen egy méhcsaládból két, néha több méhcsalád jön létre. A méhcsaládot az entomológusok szuperszervezetnek tekintik. A szaporodáshoz ennek el kell érnie egy kritikus méretet. A család nélkül az egyes méh életképtelen.
A raj mindig egy anya köré csoportosul. Fő tömegét dolgozók alkotják, de vannak benne herék is. Az első rajban az öreg anyát a dolgozók 60%-a kíséri, így az több tízezernyi méhet számlál. A rajban levő méhek életkora vegyes, de többségben fiatalok. Az utórajok fiatal, párzatlan anyával szállnak ki, miután az öreg anya már kirajzott. Akár több párzatlan anya is lehet bennük. Az éneklő raj akkor alakul ki, hogyha az öreg anya valamiért nem tudja elhagyni a kaptárat (anyarács, kalitkázás), így az első raj fiatal anyával indul. Ezek a rajok kisebbek azoknál, amelyek öreg anyát kísérnek. Néha  egy család addig rajzik, amíg alig marad néhány dolgozó a régi helyen. Előfordul, hogy az egész család elhagyja régi otthonát, éhezés, betegség, vagy a rossz lakhatási körülmények miatt; ezt koldusrajnak, éhrajnak nevezik.
Ideje éghajlatfüggő, Magyarországon leginkább május-június, hidegebb vidékeken július is. Néha már áprilisban, repcén vagy füzes környékén is megrajozhatnak a méhek. Legtöbbször a júliusi raj koldusraj.
A rajzási hajlam minden méhben jelen van. Erőssége faj- és fajtafüggő; több méhfaj, például az óriásméh nomád életet él. A házi méh fajtái közül az olasz méh nem rajzós, az anya kétéves koráig nem rajzik. Ellenben a tuniszi és az egyiptomi méh rajzóhajlama erős. A krajnai fajta közepes rajzóhajlamú.
A rajzás oka a méhlakás zsúfoltsága, ahol a méheknek, különösen a fiataloknak kevés a munkaalkalma. A hordás erős, a gyűjtőméhek bőven gyűjtenek, telihordják a lépeket. Mivel már kevés a hely az építésre, az építők a sejteket hosszabbítják meg, így még kevésbé fér el a család. Nagyon kevés az üres sejt, az anya sem tud dolgozni. Mivel az idősebb anyák is viszonylag keveset petéznek, ezért az anya elöregedése is segíti a rajzóösztön feléledését. Ha a család már döntött a rajzásról, akkor a méhész már hiába próbál segíteni a zsúfoltságon, a méhek elkezdenek készülni a rajzásra.

## Előkészületek

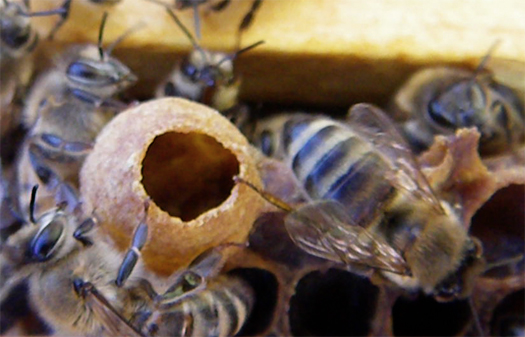
Anyabölcső-kezdemény

A dolgozók mindig készenlétben tartanak néhány anyabölcső-kezdeményt. Az előkészületeket a rajzásra az anya kezdi meg az anyabölcső-kezdemények bepetézésével, amelyeket ezután a dolgozók befejeznek, és felnevelik a fiatal anyákat. Ezután az anya abbahagyja a petézést, és lefogy, hogy repülni tudjon, emiatt az anyacsaládban generációs szakadék keletkezik. Ezzel a fullánkját is aktiválja. Ha nem tud elrepülni, akkor megküzd a fiatal anyákkal. Még a rajzás előtt a kémek elkezdik keresni a raj új lakását. A zsúfoltság miatt sok dolgozó kint csüng a bejáratnál, tőgyelnek. Ha jó az idő, akkor a rajzás már az anyabölcsők lefedése után nem sokkal megkezdődik. Az eső vagy az erős szél csak elhalasztja a rajzást, de nem szünteti meg.
Bár új helyüket sokszor már a kirepülés előtt kiválasztották, aznap nem repülnek néhány méternél messzebb az anyacsaládtól. A kémek által vizsgált helyeken már napokkal előbb szálláscsinálók gyülekeznek, akik megvizsgálják az új helyet, és védelmezik az idegen méhektől. A raj ritkán marad 3 napig azon a helyen, ahová kiszállt; általában másnap 10 óra körül indul tovább, először egy ideiglenes, majd egy végleges helyre húzódik a kémek és a szálláscsinálók vezetésével.
A rajzás mindkét utódcsaládot sérülékennyé teszi. A rajnak csak annyi élelme van, amennyit tagjai gyomrukban, akár mézgyomrukban magukkal vittek. Ha nem találnak gyorsan alkalmas lakást és legelőt, akkor éhen halnak, ami gyakran megesik a korai rajokkal, ha hirtelen lehűl az idő. Az anyacsaládnak van elég élelme, de párzott anya nélkül marad. Ha az új anya nem tud kirepülni párzani a rossz idő miatt, vagy kirepül és elvész, akkor az anyacsalád anya nélkül marad, mivel fiatal álcák nélkül nem tud új anyát nevelni magának. Az utórajokban az anya elvesztése kisebb probléma, mert egy másik párzatlan anya megpróbálja betölteni testvére helyét.
Az afrikanizált méheket erős rajzó- és költözőhajlamuk teszi sebezhetővé. Mindig megrajoznak vagy elköltöznek, ha nem találnak táplálékot. Gyakran nem tudnak elegendő tartalékot felhalmozni, így nem tudják túlélni a telet; ez korlátozza elterjedésüket.
A gyenge családok legfeljebb elmenekülnek otthonról, de nem rajoznak, amíg meg nem erősödnek. A gyengeségnek több oka is lehet: betegség, rossz anya, vagy nagy népveszteség, akár rajzás miatt is.

## A fészek kiválasztása

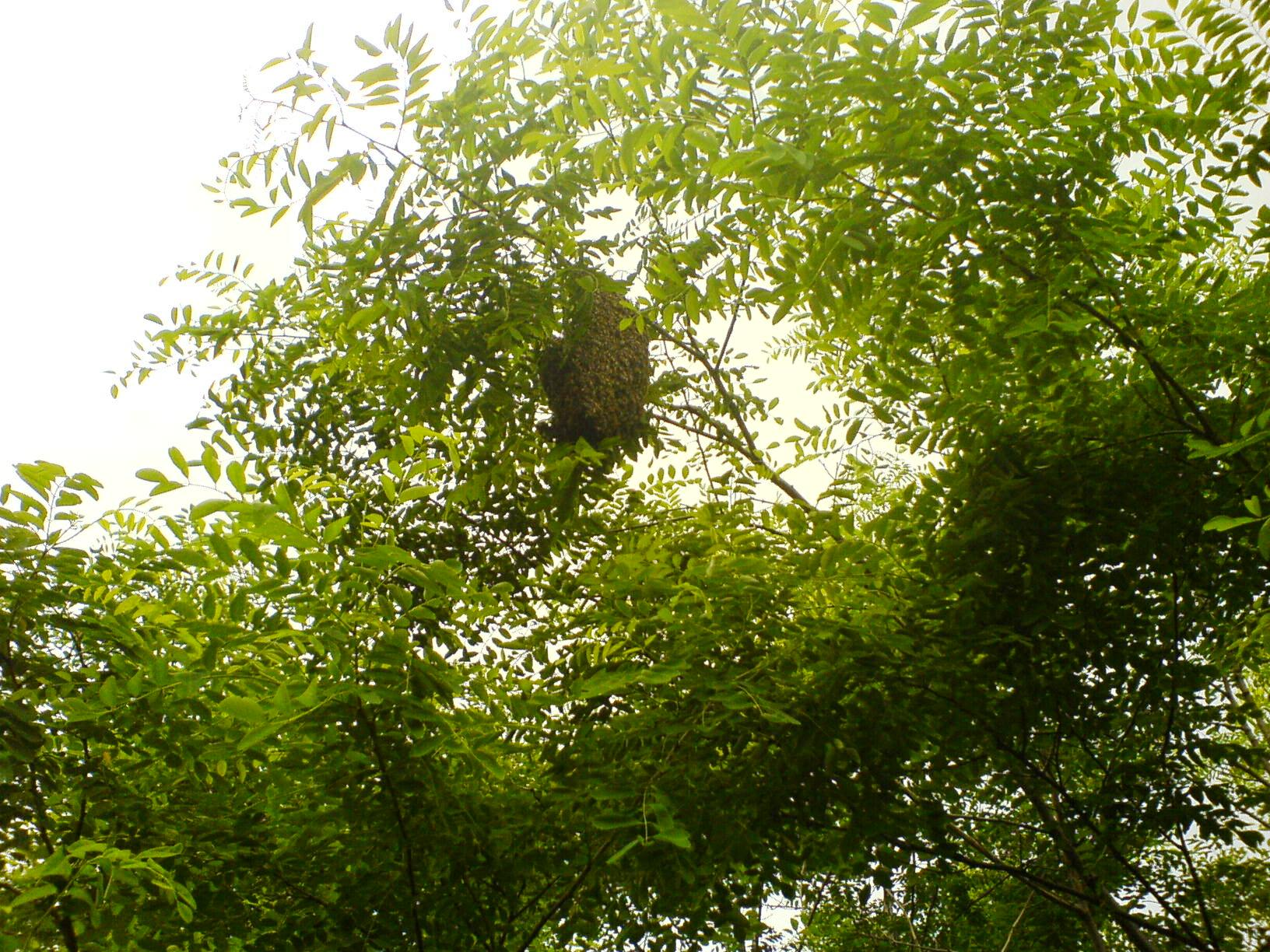
Krajnai méhek raja fehér akácon

A felderítők a tapasztalt gyűjtők közül kerülnek ki. Az általuk javasolt helyet a riszáló tánchoz hasonlóan jelzik. A tánc izgatottsága a felderítő izgatottságát, javaslatának erősségét mutatja. A tánc hatására többen is követik a javasolt helyre, napjában akár többször is, hogy különböző napszakokban is megvizsgálhassák. Eleinte rendszerint több javaslat is van; a felderítők egymást igyekeznek meggyőzni arról, hogy az ő javaslatuk a legjobb. Az idő múlásával a javaslatok száma egyre csökken.
Mivel a gyomrukban magukkal vitt táplálék csak három napra elég, ezért fontos, hogy minél gyorsabban döntsenek. Így nem várják meg, hogy mindenki egyetértsen, hanem amikor a felderítők 80%-a már ugyanarra a helyre szavaz, akkor már megszületett a döntés. Ekkor felkerekednek, és az egész raj elrepül az új helyre, amely akár több, mint egy kilométerre is lehet. A jó fészkelőhely elég tágas ahhoz, hogy befogadjon egy méhcsaládot, ez legalább 15 liter térfogatú (kb. egy 25×25×25 centiméteres kocka); elég meleget kap a Naptól, védett az elemektől, jól védhető, és nem laknak benne zavaró és bosszantó tényezők, például hangyák vagy egerek.

## A méhészetben

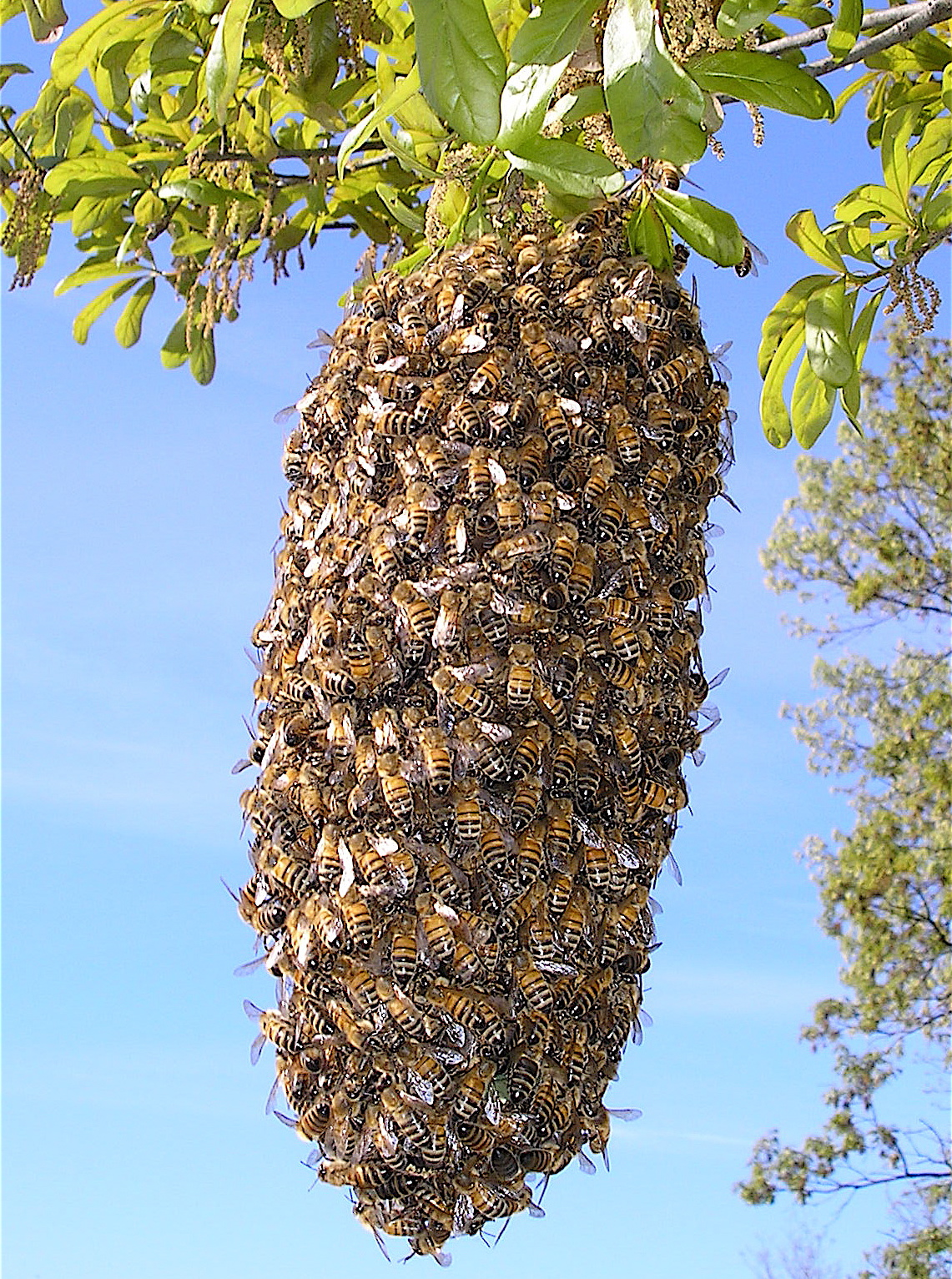
Méhraj faágon Kelet-Arkansasban

Ha az anya egy évesnél fiatalabb, akkor a rajzóhajlam alacsony; de ha nagyon megszorul a család, akkor így is megrajzik. A második évben már megnő a rajzóhajlam, és természetes körülmények között nagy valószínűséggel ereszt legalább egy, néha akár hat rajt is. Az öreg anya az első rajjal távozik; a többi rajnak és az anyacsaládnak csak párzatlan anyák jutnak.
A méhészetben a rajzást igyekeznek kiküszöbölni. Ennek oka nemcsak az, hogy mindkét utódcsaládnak nagy a kockázata, hanem az is, hogy nem keletkezik elvehető felesleg annál a családnál, amelyik megrajzik. Éppen ezért megelőzni igyekszenek a rajzást.
A méhész a zsúfoltságot csökkentheti keretek kivételével és új családok alapításával, vagy a gyenge családok felerősítésével. Az ekkor alapított kiscsaládok a következő évben kezdenek majd termelni. Alkalmat adhat az építésre műlépes keretek és építtető keretek beadásával, és, ha bő a hordás, akkor elveheti annak egy részét.
A régi típusú rajoztató méhészkedésben a korai rajok voltak az értékesek. Ahogy egy óangol vers mondja: a májusi raj egy szénaboglyát ér, a júniusi egy ezüstkanalat, a július egy legyet. Ennek szójátékkal egy olyan változata is van, hogy hagyjuk elrepülni.

### Gátlása
A legtöbb módszer a rajzás szimulálására törekszik, hogy kielégítse a méhek rajzási ösztönét, és a család lemondjon a természetes rajzásról. Vannak feromonos rajcsapdák is. Fiatal fiasítás adásával az utódcsaládok esélyt kapnak arra, hogy új anyát neveljenek, ha az anya elhullt, nem párzott, vagy elveszett.
- A raj megtalálását megkönnyíti, ha levágnak egy darabot az anya szárnyából. Mivel a raj többi tagja az anya köré gyűlik, ezért az anya gyenge röpképessége miatt a kaptártól nem messze, a földön gyülekeznek. Előnye, hogy segíti a raj megtalálását. Alkalmazójának akár napjában többször is körül kell néznie a környéken. A méhészek körében vitatott, hogy mennyire állatbarát ez a módszer. Csak az első raj megtalálását segíti. Ha a rajzás folytatódik, akkor a fiatal, jól repülő anyákkal a raj messzebbre juthat. Már az ókori rómaiak is ismerték.
- A Demaree-módszer: a méhész az anyát egy keret fedett fiasítással és műlépekkel átteszi egy üres kaptárba, majd ezt az anyacsalád helyére teszi, és mézet is ad nekik. Az anyacsaládban megkeresi és elpusztítja az anyabölcsőket, majd az anyacsalád kaptárját a másikra teszi. Az anyacsalád gyűjtőméhei az anyához szállnak vissza. Egy-másfél hét múlva megnézi mindkét kaptárt, és újra elpusztítja az anyabölcsőket. Ha a rajzóhajlam alábbhagyott, akkor egyesíti a két részt.
- Nyitott fészek: rajzás előtt a gyűjtők telihordják a fészket. Az anya abbahagyja a petézést, és lefogy. Az őt etető, most már dologtalan méhek vele együtt távoznak. A fészek megnyitásával ezek a dolgozók is újra munkába állnak, és az anya is újra petézni kezd, ami megfordítja az események menetét. Ez megvalósítható például üres keretek berakásával, vagy átrendezéssel, ami a fészek kiterjedését is segíti.
- Walt Wright módszere: a tél végén, tavasz elején átrendezik a kereteket a fészek fölött, hogy váltakozva legyenek teli és üres keretek, akár műlépek is. A művelet hátterében az a meggondolás áll, hogy csak az a család gondol rajzásra, amelynek elegendő tartaléka van. Ez az átrendezés arra szolgál, hogy a család úgy érezze, hogy ehhez nincs elég tartaléka, és mondjon le a rajzásról.
- Egy régi módszer az anyabölcsők lecsipkedése. Ezt hetente meg kell ismételni. Kockázata, hogy ha akár csak egy bölcső is megmarad, a család megrajzik. A folyamatos rajzóhangulat miatt a család munkaképessége csökken.
- Ha az anyát elrekesztik, akkor nem szállhat ki. Ez szintén nem mulasztja el a rajzóhangulatot. A herék és az öreg anya fennakadhatnak a rácson. A rajok a fiatal anyákkal szállhatnak ki.
- Az anyacsere módszere azon alapul, hogy az az évi anyák nem szoktak rajzani. Nehézsége az, hogy túl korán kellene hozzá anyát nevelni. Az olasz méhek még az előző évi anyával sem rajzanak, így az anyacserés módszer náluk jobban időzíthető.
- A végső eszköz a rajosítás. A családot műlépes keretekre söprik, lépjeit pedig más családoknak adják.
- Kevésbé drasztikus a megcsapolás, amikor fiasítást, mézes lépeket vesznek el, és műlépekkel helyettesítik. Az elvett lépeket vagy más családoknak adják, vagy műrajhoz használják.
- A családból leválasztható egy mesterséges raj, amit fal vagy anyarács választ el az anyacsaládtól. A rajzás ideje után a család egyesíthető.
- Átfüggesztés: az anya mellől elveszik a fiasítást, és átteszik az anyaráccsal leválasztott részbe. Az anya bepetézhető kereteket kap. Észak-Amerikában sok változatát használják, például csak a fiatalabb fiasítást helyezik át. Ha vannak anyabölcsők, akkor el kell őket távolítani,. utána hetente kell ellenőrizni.
- Rozsnyói módszer: csak rakodókaptárral használható. A családot kettéosztják, felülre kerül egy anyabölcsős lép, méztartalék és üres lépek. Alatta deszkával elválasztva és röpnyílással ellátva az anya, a fiasítás nagy része, és méztartalék. A felső röpnyílása másfelé néz. A gyűjtőméhek az alsó szakaszba repülnek vissza; a felső szakasz lemond a rajzásról, és kidobálja az anyafiasítást. Ezt körülbelül 1 hét alatt végzik el. Ezután a két rész egyesíthető.
- Lépcsere: csak fekvő kaptárban használatos. A fészek közelében levő lépeket 2-3 napos időközökkel cserélik a mézkamra üres lépjeivel.
- A fiasításos lépek cseréje: cél, hogy az anyának mindig legyen helye. Több változata is van. Az egyik esetben az anyát a fiasítás felével átteszik a mézkamrába, helyükre pedig üres lépeket tesznek. 2-3 hét múlva az anya és a fiasítás visszatehető a helyére. A másik esetben kettéválasztják a fészket, az anya a kijárós részbe kerül. Ha van felső mézkamra, akkor azt is leválasztják. Az anya mellől 10 naponta méhek nélkül elveszik a fiasítást, és üres lépeket adnak. Az anyabölcsőket kivágják.

### Befogása

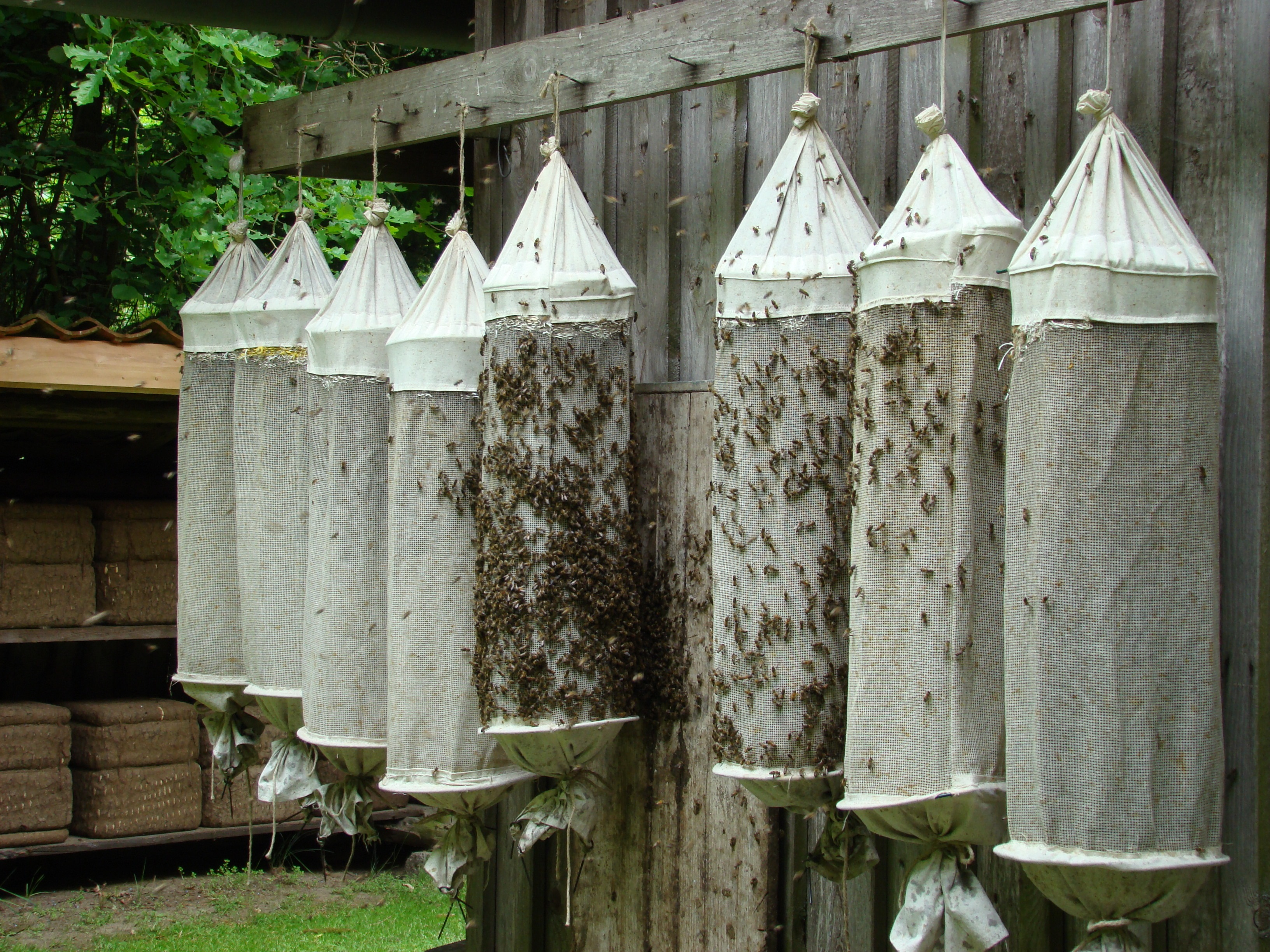
Rajzsákok egy elfogott méhrajjal a Lüneburger Heide területén

A raj befogásához néha méhészt hívnak.  A közeli méhészek többnyire olcsón, vagy akár ingyen is befogják a rajt. A rajban a méhek szelídek, lerázhatók, lesöpörhetők egy zacskóba, dobozba vagy kasba, ahonnan kaptárba telepíthetők. Akár porszívóval is begyűjthetők kis veszteséggel. A méhek majdnem mindig begyűjthetők élve; ekkor nem ajánlott elpusztítani őket.
Ha a raj faágra települt, akkor viszonylag egyszerűen befogható egy alkalmas dobozba vagy kasba. Az ág alá lepedőt terítünk, arra tesszük a dobozt. Megpermetezzük a rajt vízzel, majd lerázzuk. A méhek nagy része a lepedőre esik, ahonnan a legközelebbi sötét helyre, a kasba másznak. Negyedóra múlva a legtöbb méh bent lesz. Napnyugta után ez a módszer nem alkalmazható.
Ha a raj túlságosan ragaszkodik a faághoz, akkor fölé függeszthetünk egy kast vagy kaptárt, és gyenge füstöléssel beűzhetjük a méheket. Vigyázni kell, hogy a szokottnál gyengébben füstöljünk, mivel a méhek ilyenkor inkább elrepülnek.

### Viselkedés a raj közelében

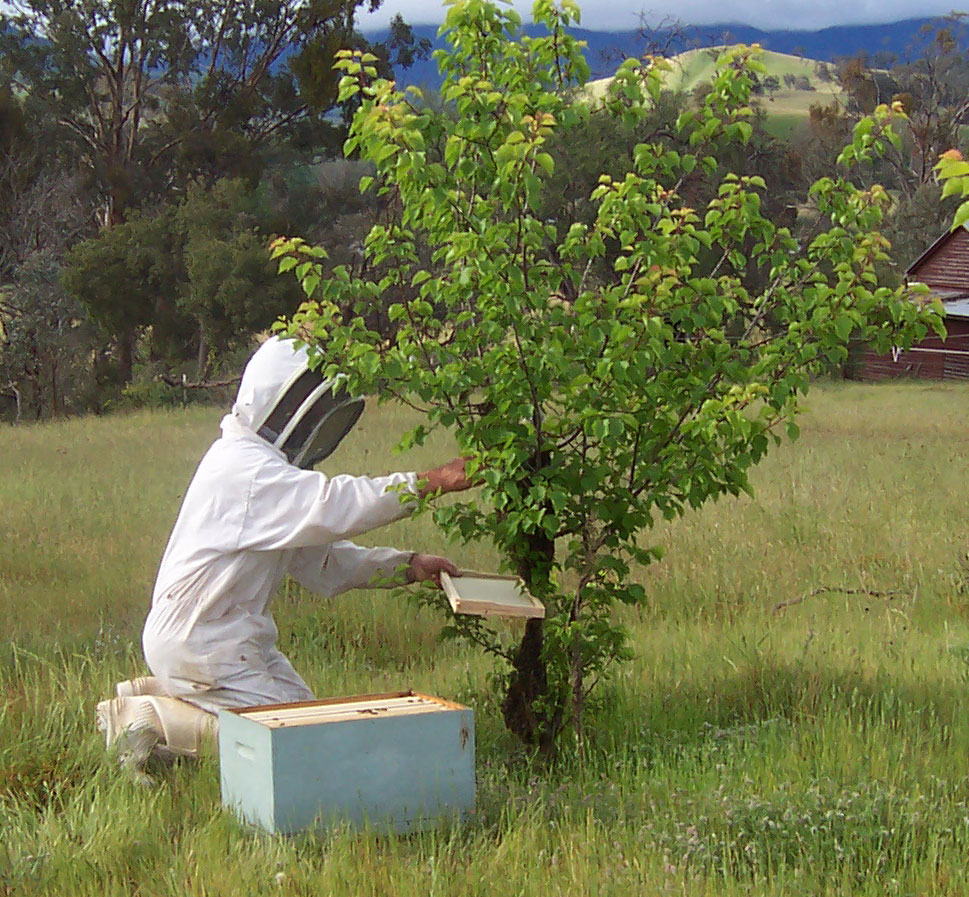
Méhraj begyűjtése

Habár vannak, akik megijednek egy méhraj láttán, a raj méhei nem agresszívak. Ennek az az oka, hogy egyrészt teli a gyomruk, ezért nehezen tudják használni a fullánkjukat. Másrészt, nincs fiasítás, amit védeniük kellene. Mindez nem jelenti azt, hogy ne védekeznének, ha veszélyben érzik magukat. A raj egy-két napon belül továbbrepül új helyére. A rajok rendszerint nem mennek messzire az anyacsaládtól, így ha méhrajt látunk, akkor a közelben biztos van méhcsalád. Ha lassan mozgunk, akkor nem izgatjuk fel a rajt, és nem fog támadni.

## Tulajdonjog
Ha a méhész követi a rajt, akkor megtarthatja méheit. A követéshez mások magánterületére is léphet. Ha nem követi, akkor a raj azé lesz, aki megtalálja; a befogó méhészek viszont a befogásért kérhetik a rajt fizetségül.

## Fordítás
Ez a szócikk részben vagy egészben  a   Swarming (honey bee) című angol Wikipédia-szócikk fordításán alapul.  Az eredeti cikk szerkesztőit annak laptörténete sorolja fel. Ez a jelzés csupán a megfogalmazás eredetét és a szerzői jogokat jelzi, nem szolgál a cikkben szereplő információk forrásmegjelöléseként.